# Amerikaanse presidentsverkiezingen 1856
De Amerikaanse presidentsverkiezingen van 1856 waren de eerste in de Amerikaanse geschiedenis waarbij de Democratische Partij en de Republikeinse Partij tegen elkaar streden. De Know Nothing Party voerde ook campagne om het presidentschap.

## Nominaties
Bij de Democraten werd niet de zittend president Franklin Pierce genomineerd. De keuze viel op James Buchanan. John C. Breckinridge werd vicepresidentskandidaat.
Het uiteenvallen van de Whig Party na de verkiezingen van 1852 zorgde voor de vorming van onder meer de nieuw opgerichte Republikeinse Partij die tegen de slavernij was. John Charles Frémont en William Lewis Dayton werden als kandidaat voor de partij naar voren geschoven.
Oud-president Millard Fillmore deed als kandidaat van de Know Nothing Party ook een gooi naar het presidentschap, samen met zijn running mate Andrew Jackson Donelson.

## Presidentskandidaten

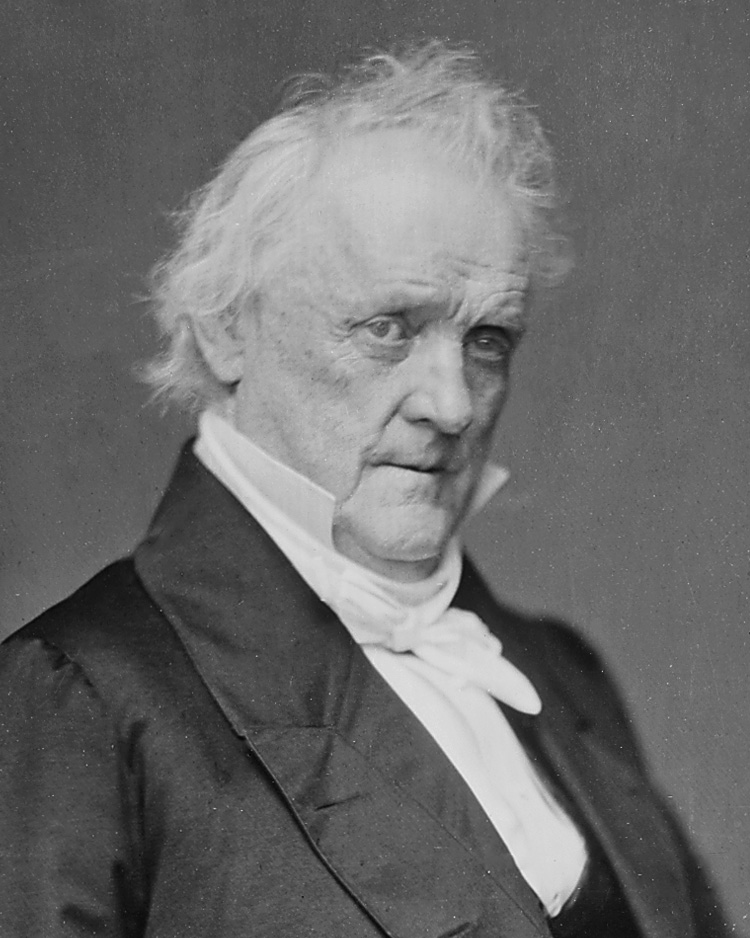
Voormalig Ambassadeur James Buchanan uit Pennsylvania Democratische Partij
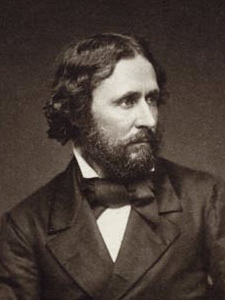
Voormalig Senator John Charles Frémont uit Californië Republikeinse Partij
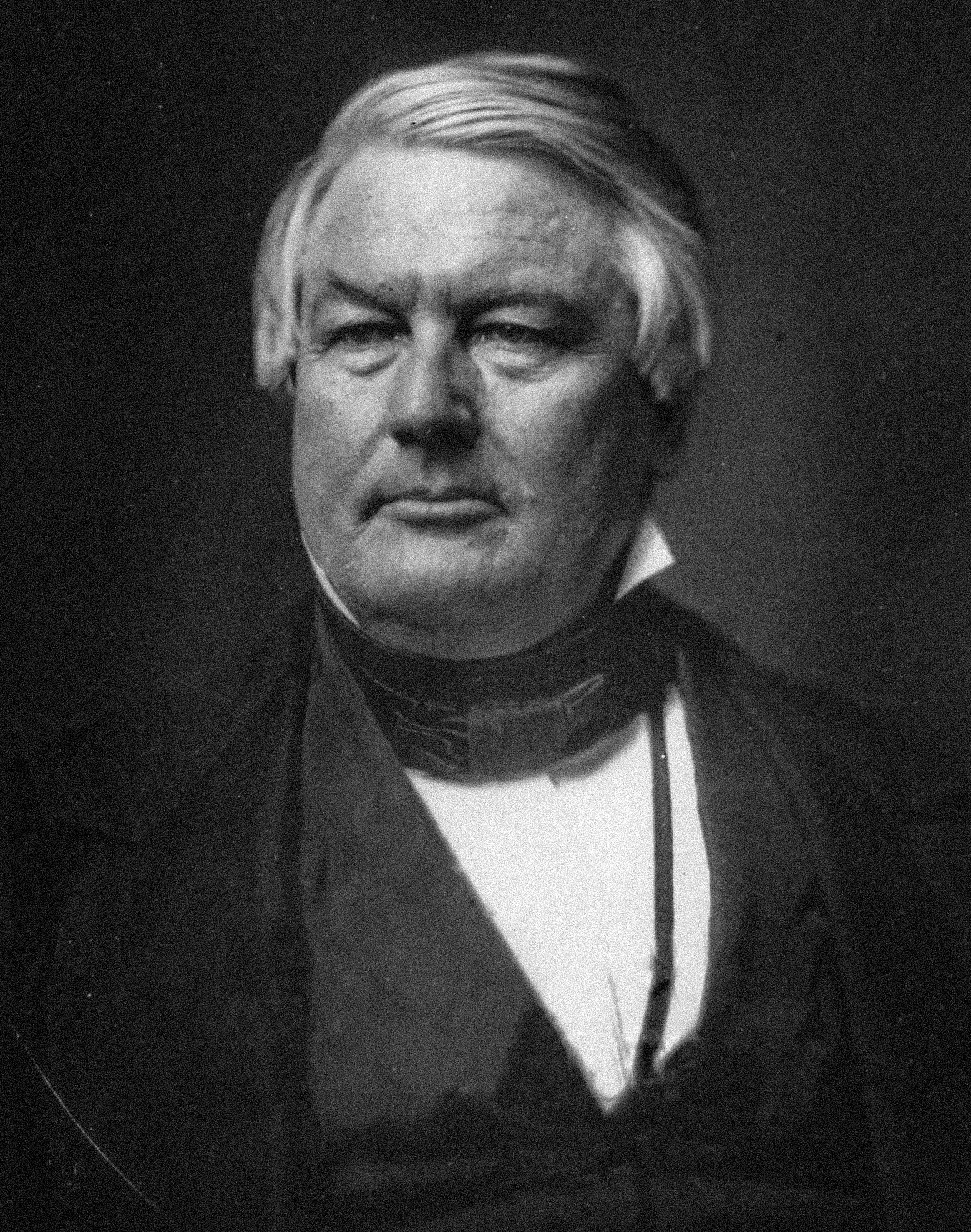
Voormalig President Millard Fillmore uit New York American Partij

- Voormalig 
 Ambassadeur 
 James Buchanan 
 uit Pennsylvania 
 Democratische Partij
- Voormalig 
 Senator 
 John Charles 
 Frémont 
 uit Californië 
 Republikeinse Partij
- Voormalig 
 President 
 Millard Fillmore 
 uit New York 
 American Partij

### Vicepresidentskandidaten

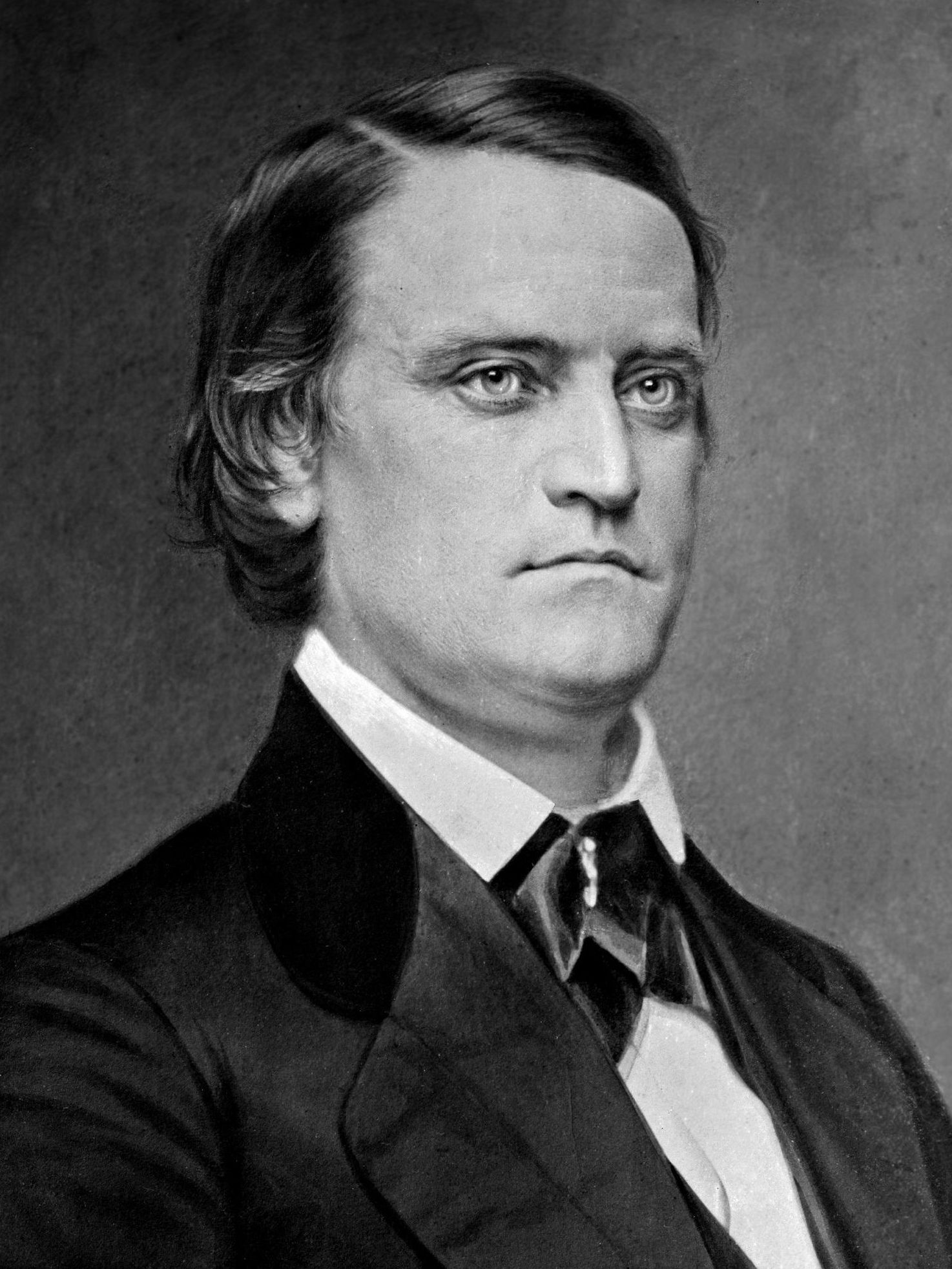
Voormalig Afgevaardigde John Breckinridge uit Kentucky Democratische Partij
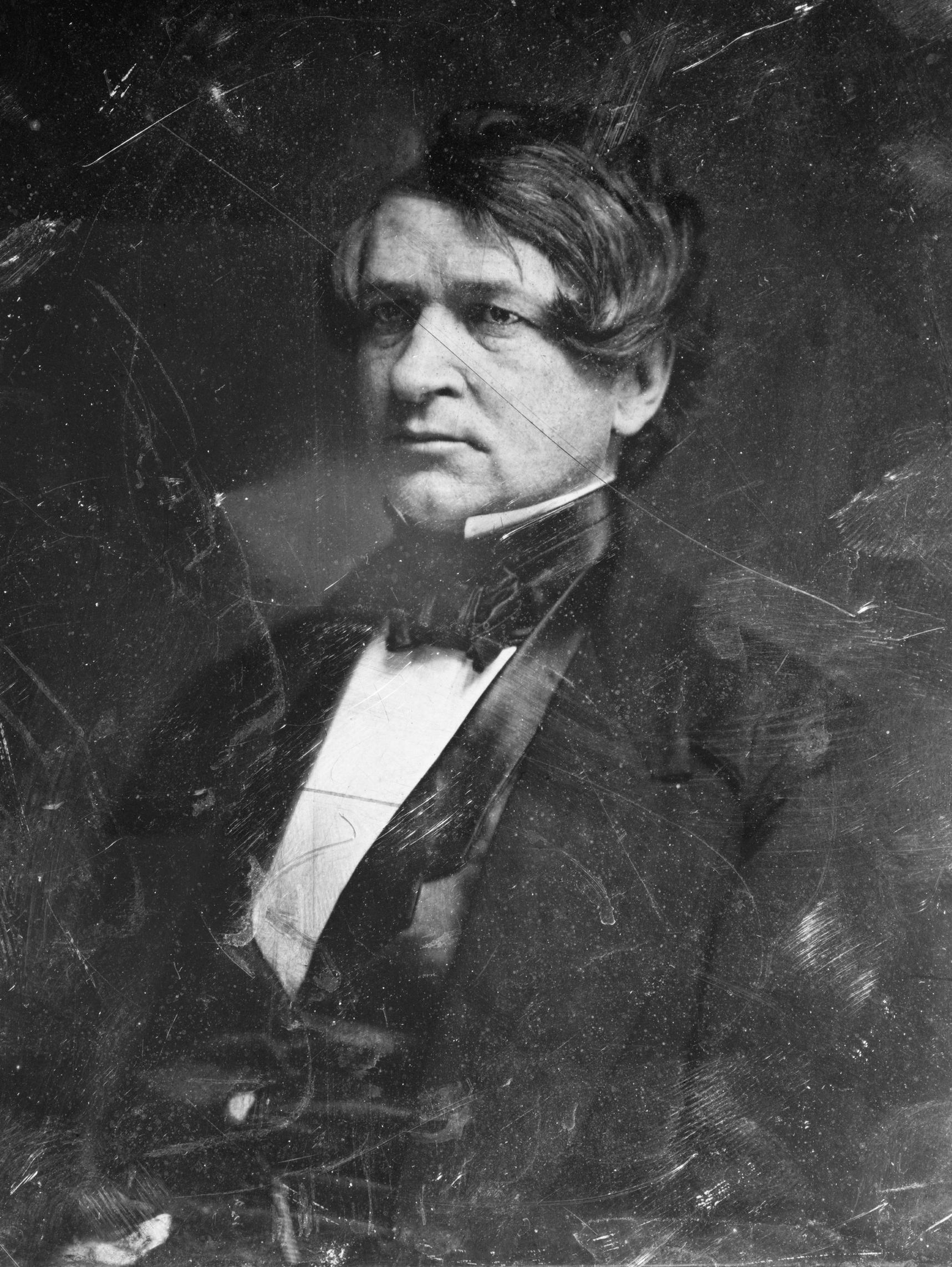
Voormalig Senator William Dayton uit New Jersey Republikeinse Partij
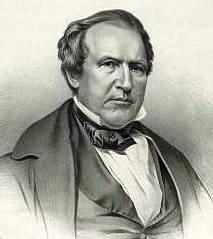
Voormalig Ambassadeur Andrew Donelson uit Tennessee American Partij

- Voormalig 
 Afgevaardigde 
 John Breckinridge 
 uit Kentucky 
 Democratische Partij
- Voormalig 
 Senator 
 William Dayton 
 uit New Jersey 
 Republikeinse Partij
- Voormalig 
 Ambassadeur 
 Andrew Donelson 
 uit Tennessee 
 American Partij

## Campagne
De Republikeinse Partij voerde campagne tegen de slavernij met als slogan Free speech, free press, free soil, free men, Frémont and victory!. Verder was de partij tegen de Kansas-Nebraska Act, die de vraag of er wel of geen slavernij zou worden toegestaan in nieuw te vormen staten aan de lokale bevolking overliet.
De Democraten, die vonden dat de slavernijkwestie de verantwoordelijkheid van de individuele staten was, waarschuwden dat een overwinning van Frémont een burgeroorlog kon betekenen. Buchanan steunde ook de voorgenomen annexatie van Cuba, hetgeen door de Republikeinen werd bestreden.
De Know Nothing Party negeerde de slavernijkwestie geheel en zette zich in tegen verdere immigratie.

## Uitslag
De uitslag van de verkiezingen liet een duidelijke splitsing tussen Noord en Zuid zien. Buchanan won met 45% tegen 33% van de uitgebrachte stemmen en met 174 tegen 114 kiesmannen in het kiescollege. In het gehele zuiden van de VS had Frémont slechts ongeveer 600 stemmen weten te veroveren en had Buchanan in de slavenhoudende staten alleen in Fillmore een serieuze tegenstander. In de noordelijke staten, en met name in New England, won Frémont beduidend meer stemmen dan zijn Democratische rivaal.
Fillmore behaalde de overwinning in Maryland en won daarmee 8 kiesmannen.
| Kandidaat            | Partij               | Stemmen   | Percentage | Kiesmannen | Running mate      |
| -------------------- | -------------------- | --------- | ---------- | ---------- | ----------------- |
| James Buchanan       | Democratische Partij | 1.835.140 | 45,3%      | 174        | John Breckinridge |
| John Charles Frémont | Republikeinse Partij | 1.340.668 | 33,1%      | 114        | William Dayton    |
| Millard Fillmore     | Know Nothing Party   | 872.703   | 21,5%      | 8          | Andrew Donelson   |
| Overigen             |                      | 3.094     | 0,1%       | 0          |                   |
| TOTAAL               |                      | 4.051.605 | 100%       | 296        |                   |